# Lattenbach (Ramsauer Ache)
Der Lattenbach ist ein zusammen mit seinem längeren Oberlauf Klausbach etwa 5 km langer Bach im Gebiet der Gemeinde Ramsau bei Berchtesgaden im bayerischen Landkreis Berchtesgadener Land, der etwas vor dem Hauptort der Gemeinde von links und Norden in die Ramsauer Ache mündet.

## Geographie

### Verlauf
Der Lattenbach entsteht auf etwa 837 m ü. NHN nahe dem Anwesen Vordersimon in den Ramsauer Gnotschaft Taubensee am Zusammenfluss seiner zwei dort in scharf eingeschnittenen Tobeln fließenden Oberläufe. Der rechte Oberlauf Egelgraben aus dem Nordwesten ist wenig über einen Kilometer lang und entfließt dem Taubensee, während der fast drei Kilometer lange linke Oberlauf Klausbach aus dem Nordosten ein größeres Teileinzugsgebiet beiträgt und auch deutlich höher wenig unterhalb der Mordaualm entsteht, allerdings auf etwa einem halben Kilometer nur unbeständigen Durchfluss hat.
Der vereinte Lattenbach fließt in den Folge etwa südsüdostwärts meist ebenfalls in einem Tobel und an kleinen Streusiedlungsorten Ramsaus vorbei, wobei ihm von links einige kurze Zuflüsse vom unteren Waldrand des Gesengscheids zulaufen. Linksseite des Gewässereinschnittes zieht in etwas Abstand die B 305, hier ein Teil der Deutschen Alpenstraße, die aus dem Obertal des Egelgrabens ins Tal getreten ist. Unter der Wallfahrtskirche Maria Himmelfahrt (Kunterwegkirche) von Ramsau mündet der Lattenbach schließlich kurz vor dem Ramsauer Hauptort auf etwa 697 m ü. NHN von links in die Ramsauer Ache. Der Lattenbach ist selbst etwa 2,2 km lang, zusammen mit dem längeren linken Oberlauf Klausgraben sogar etwa 5,1 km. Auf dieser Gesamtstrecke hat er ein Gesamtgefälle von etwa 463 Höhenmeter, das entspricht einem mittleren Sohlgefälle von etwa 91 ‰.

### Einzugsgebiet
Das Einzugsgebiet des Lattenbachs liegt in den Berchtesgadener Alpen zur Gänze im Gemeindegebiet von Ramsau bei Berchtesgaden, ist etwa 9,4 km² groß und erreicht mit etwa 1800 m ü. NHN auf dem Eisberg westlich über dem Zusammenfluss der Oberläufe seine größte Höhe. Die westliche Wasserscheide ist als steiler Abbruch von der Reiter Alm herab ausgebildet bzw. im Falle des Oberlaufs Klausbach als Grat vor der Lattenbergalp.
Das Gebiet westlich der Gesamtwasserscheide entwässert fast nur über den Schwarzbach bzw. im Falle des Klausbachs den Röthelbach zur Saalach, während im Osten längstenteils Einzugsgebiet der Bischofswieser Ache angrenzt, zuletzt dann linksseits des unteren Lattenbachs des Schwarzeckerbachs, zwei Zuflüssen der Ramsauer Ache abwärts des Lattenbachs.

### Zuflüsse und Seen
Hierarchische Liste der Zuflüsse und  Seen, jeweils von der Quelle zur Mündung. Mit Gewässerlänge, Seefläche, Einzugsgebiet und Höhe. Andere Quellen für die Angaben sind vermerkt.
Ursprung des Lattenbachs auf etwa 837 m ü. NHN in den Gnotschaft  Taubensee von Ramsau bei Berchtesgaden.
- Klausgraben, linker Oberlauf von Nordosten, ca. 2,9 km und ca. 4,0 km². Entsteht auf etwa 1160 m ü. NHN etwa einen Viertelkilometer südlich unter der Mordaualm.
- Egelgraben, rechter Oberlauf von Nordwesten, ca. 1,1 km und ca. 2,8 km².
  -  Entfließt auf 873 m ü. NHN[BA 6] dem Taubensee, ca. 3 ha.

Mündung des Lattenbachs von links und Nordnordwesten auf ca. 697 m ü. NHN in die Ramsauer Ache wenig vor dem Hauptort von Ramsau. Der Lattenbach ist selbst ca. 2,1 km, zusammen mit dem längeren linken Klausbach seiner beiden Oberläufe ca. 5,1 km lang und hat ein Einzugsgebiet von ca. 9,4 km².

## Geologie
Die Egelbach und Lattenbach selbst liegen ganz in Ablagerungen der würmzeitlichen Jungmoräne, der Klausbach entsteht noch darüber im Ramsaudolomit. Die höchsten Bergspitzen um die Täler bestehen aus Dachsteinkalk.

### BayernAtlas („BA“)
Amtliche Online-Gewässerkarte mit passendem Ausschnitt und den hier benutzten Layern: Lauf und Einzugsgebiet des Lattenbachs

Allgemeiner Einstieg ohne Voreinstellungen und Layer: BayernAtlas der Bayerischen Staatsregierung (Hinweise)
1. 1 2 3 4  Höhe abgefragt auf dem Hintergrundlayer Amtliche Karte (Rechtsklick).
2. 1 2 3 4  Länge abgemessen auf dem Hintergrundlayer Amtliche Karte.
3. 1 2  Einzugsgebiet abgemessen auf dem Hintergrundlayer Amtliche Karte.
4. ↑  Höhe nach schwarzer Beschriftung auf dem Hintergrundlayer Amtliche Karte.
5. ↑  Seefläche abgemessen auf dem Hintergrundlayer Amtliche Karte.
6. ↑  Höhe nach blauer Beschriftung auf dem Hintergrundlayer Amtliche Karte.
7. ↑  Geologie nach dem Layer Geologischen Karte 1:500.000.

### Sonstige
1. ↑  Klaus Hormann: Geographische Landesaufnahme: Die naturräumlichen Einheiten auf Blatt 190/196 Salzburg. Bundesanstalt für Landeskunde, Bad Godesberg 1978. → Online-Karte (PDF; 6,1 MB)